# Tomáš Haleš
Tomáš Haleš, někdy uváděn s přezdívkou „Korot“ jako Tomáš Korot Haleš, (15. června 1955 Ostrava) je český malíř, grafik a kreslíř.

## Život
Tomáš Haleš se narodil 15. června 1955 v Ostravě. Po skončení střední školy odešel z Ostravy na studia do Prahy. V letech 1974 až 1980 absolvoval Akademii výtvarných umění v Praze (ateliér profesora Jana Smetany). Měl rád Ameriku, byl členem Spolku přátel USA. Do prostředí disentu jej přivedly jeho vyhraněné antikomunistické postoje. Odejít z totalitního Československa chtěl už po skončení vysoké školy, ale po navázání kontaktů s osobnostmi československého disentu od svého úmyslu upustil. Jako disident převážel na Slovensko časopis Svědectví a zpět do Prahy různé slovenské ilegální texty. Díky svým kontaktům na cizince z USA (zaměstnance organizace Amnesty International) získával „zakázanou exilovou literaturu“ a pomocí kontaktů v disidentských kruzích ji šířil dále. Tomáš Haleš patřil mezi signatáře Charty 77. V rámci nátlakové akce Asanace jej v roce 1987 Státní bezpečnost (Stb) donutila opustit (spolu s manželkou a šestiletou dcerou) Československo (cestou přes Jugoslávii). Po odchodu z Československa pobývali nejprve v penziónu pro utečence a odtud se po dvou měsících dostali do Vídně, kde získali politický azyl. V Rakousku se politicky neangažoval, ale přes Maďarsko posílal do Československa příbuzným a kamarádům různá exilová periodika. Po událostech 17. listopadu 1989 v Československu přicestoval již 30. listopadu 1989 do Ostravy. V současné době (rok 2024) žije (a pracuje) Tomáš Haleš ve Vídni, Gmündu a rovněž i v Praze. Je otcem dvou dcer, jedna z nich vystudovala Výtvarnou akademii ve Vídni.

## Původ přezdívky

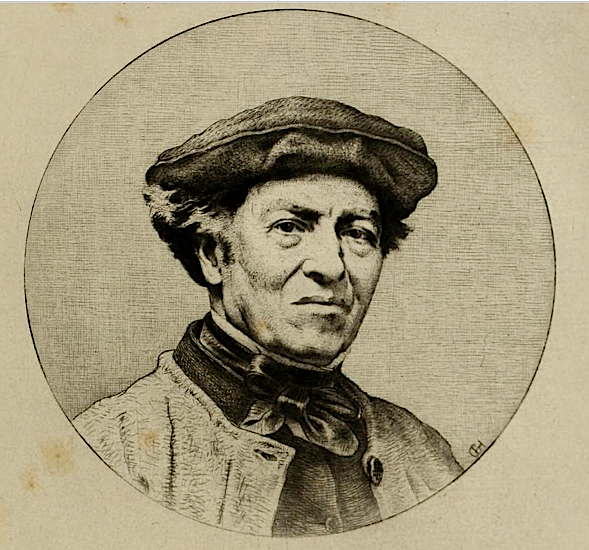
Portrét Jean-Baptiste-Camille Corota (datovaný do roku 1870) od francouzského malíře, tiskaře a rytce Henri Grenauda (1830–1893)

Prababička Tomáše Haleše sloužila v šlechtické vídeňské rodině. Za celoživotní službu jí baronka věnovala malý obrázek od francouzského malíře s příjmením Corot. Během Halešova studia na vysoké škole se na něj obrátili vlastníci tohoto obrazu (vzdálení příbuzní), zda by neopravil poškozený roh tohoto obrazu. Tomáš Haleš oslovil svoje spolužáky – restaurátory, aby mu „opravili Corota“ a přezdívka (psaná jako Korot) mu už zůstala.

## Tvorba
Jednu z větví jeho tvorby tvoří velkoformátové obrazy, ke kterým nalezl inspiraci v kamenech, lomech, na ledovcích, na mořském pobřeží a ve fjordech. Autor nanáší vrstvy a struktury z barevných skvrn čímž vytváří iluzi lávových polí, kůry stromů nebo  vrásek kůže. Jeho díla vypadají jako letecké pohledy na krajinu, vodopády barev či drsné textury nerostů a hornin. V malířské tvorbě je vyznavačem geometrické abstrakce.

## Autorské výstavy
- 1981 – Tomáš Haleš: Obrazy z let 1978–1981, Výstaviště Černá Louka, Ostrava–město;[1]
- 1986 – Tomáš Haleš: Koláže, kresby, Kulturní dům Družba - Fifejdy II., Ostrava–město;
- 1988 – Tomáš Haleš: Koláže / kresby, Klub novinářů, Praha;
- 1995 – Tomáš Haleš, Galerie Jaroslava Krále, Brno–město;
- 2001 – Tomáš Haleš: Obrazy, Café Galerie Gamin, Praha;
- 2017 – Tomáš Haleš: Obrazy 2017_, Galerie Ztichlá klika, Praha;
- 2018 – Tomáš „Korot“ Haleš: Obrazy, Knihovna Libri prohibiti, Praha;
- 2021 / 2022 – Tomáš Korot Haleš: Malba 2011–2021, Klub Gumárna, Čáslav (Kutná Hora).[1][4]

Tomáš Haleš se účastnil řady kolektivních výstav pořádaných v různých lokalitách: Praha, Ostrava, Bratislava, Vídeň, Bochum, Kassel, Budapešť, Hasselt, Antverpy, Londýn, Bilbao, Ibiza, Omaha, Soul, Tokio, Jokohama.

## Cena Samozvanců
Tomáš Haleš je jedním z několika členů poroty, která od roku 2003 uděluje Ceny Andreje „Nikolaje“ Stankoviče. Jedná se o pokračování tzv. Ceny Samozvanců, která byla jedním z počinů básníka, filmového kritika a představitele pražského undergroundu Andreje Stankoviče (1940–2001). Tato cena je udělována za mimořádný tvůrčí počin v oblasti české kinematografie přehlížený konformní filmovou kritikou.